# 弗雷斯
弗雷斯是德国下萨克森州的一个市镇。总面积37.56平方公里，总人口1679人，其中男性915人，女性764人（2011年12月31日），人口密度45人/平方公里。